# Успение Богородично (Добрич)
„Успение Богородично“ е православна църква в град Добрич, България, част от Варненската и Великопреславска епархия на Българската православна църква.

## Местоположение
Храмът е разположен в централната част на град Добрич, на улица „Иван Хадживълков“, в непосредствена близост до православния храм „Свети Георги“.

## История
Първите сведения за храм на това място датират от 40-50-те години на ХIХ век, от преди Кримската война, когато е била построена църквата „Свети Георги“ с първото в града килийно училище. В сегашния си вид църквата „Успение Богородично“ е построена в средата на 30-те години на ХХ век. По време на румънската окупация на южна Добруджа, когато почти цялото гръцко население напуска града, а и после през периода на социализма духовните функции на мястото постепенно отмират и то не се е посещавало. След 1989 година храмът е възстановен от свещениците от църквата „Свети Георги“.

## Описание
Местните жители наричат църквата „гръцката“, в двора ѝ се намира сградата на Архиерейското наместничество. Предполага се, че точно на празника Успение на Пресвета Богородица е била открита обновената църква през 30-те години на ΧΧ век, затова и носи такова име. През 2017 година фасадата и покривът на храма са изцяло обновени.